# Penthicodes picta
Penthicodes picta är en insektsart som beskrevs av Blanchard 1849. Penthicodes picta ingår i släktet Penthicodes och familjen lyktstritar. Inga underarter finns listade i Catalogue of Life.